# Liolaemus flavipiceus
Liolaemus flavipiceus (lagartija amarilla) es una especie de lagarto del género Liolaemus.

## Información de evaluación
Aunque esta especie tiene una distribución restringida, es común y actualmente no existen amenazas importantes que afecten a su población. Por lo tanto, aparece como Preocupación menor.
Evaluaciones previas publicadas por UICN:
- 2010 - Datos deficientes (DD)

## Distribución geográfica
En Argentina está distribuida en la provincia de Mendoza y en Chile en Maule. 
Esta especie solo se conoce por su localidad tipo, cerca del Paso Pehuenche, Departamento de Malargüe, provincia de Mendoza, Argentina; y de Laguna Maule, provincia de Talca, Región del Maule, Chile (Ávila et al. 2013. Se ha recolectado entre 2.150 y 2.500 m s. n. m.
Actualmente no hay datos de tendencias de población disponibles para esta especie, aunque es común.

## Hábitat
Esta especie es de la provincia fitogeográfica de Altoandino. Habita en zonas volcánicas con escasa vegetación y abundantes rocas basálticas. Se han observado individuos en rocas cerca de arroyos y escondiéndose en cuevas.

## Amenazas y conservación
No se conocen amenazas generalizadas, aunque puede haber algunos impactos de la construcción de carreteras.
Actualmente no existen medidas de conservación para esta especie. Se requiere más investigación sobre su distribución, amenazas y estado del hábitat. También se recomienda el monitoreo de la población. Clasificado como Preocupación menor en Argentina debido a su distribución restringida y especialización de hábitat que puede verse afectada negativamente por el desarrollo de carreteras.